# Tegula aureotincta
Tegula aureotincta är en snäckart som först beskrevs av Forbes 1850.  Tegula aureotincta ingår i släktet Tegula och familjen pärlemorsnäckor. Inga underarter finns listade i Catalogue of Life.